# ニック・オライ
ニック・クインテン・オライ（Nick Quinten Olij, 1995年8月1日 - ）は、オランダ・ハールレム出身のサッカー選手。エールディヴィジ・PSV所属。ポジションはゴールキーパー。

## クラブ経歴
2019年7月、NACブレダに2年契約で移籍した。
2022年6月16日、スパルタ・ロッテルダムに4年契約で移籍した。
2025年6月12日、PSVに4年契約で移籍した。

## 代表経歴
2023年10月6日、オランダ代表に初招集された。

## タイトル

### 代表
U-17オランダ代表
- UEFA U-17欧州選手権: 2012

### 個人
- エールディヴィジ月間最優秀選手: 2023年1月[8]